# 涅韋特連福盧

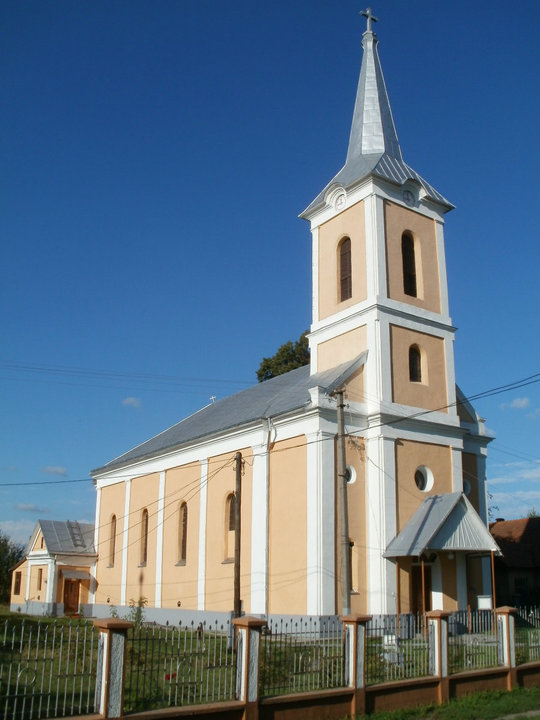

48°0′58″N 22°59′45″E / 48.01611°N 22.99583°E
涅韋特連福盧（烏克蘭語：Неветленфолу），是烏克蘭西部的村莊，隸屬外喀爾巴阡州的貝雷霍韋區。該村始建於1500年，面積4.59平方公里，海拔高度124米，2001年人口1,632，人口密度每平方公里360人。